# Jean-Marc Savelli
Jean-Marc Savelli (ur. 18 października 1955 w Miluzie w Alzacji) – francuski pianista wirtuoz.
Dał się poznać szerokiej publiczności dzięki interpretacji utworów Ferenca Liszta i Fryderyka Chopina.
Po mistrzowsku wykonuje repertuar klasyczny Johanna Sebastiana Bacha i Ludwiga van Beethovena, jak również impresjonistyczny Claude’a Debussy’ego.

## Życiorys
Urodził się 18 października 1955 roku w Miluzie, z matki Alzatki, Marie-Louise Schreyer, z rodziny wędrownych muzyków, występujących w Europie Wschodniej, m.in. na carskim dworze w Rosji, później osiadłej w Alzacji, i z ojca Korsykanina, Gratien Savelli, przypadkowo spotkanego w czasie II wojny światowej. Ojciec często śpiewał korsykańskie „lamenti” i inne tradycyjne pieśni swojej ojczyzny. Po ślubie osiedlili się z żoną w Miluzie.
W takim właśnie środowisku wychował się Jean-Marc Savelli. Od 8. roku życia rodzice posłali go do Conservatoire National de Musique w Miluzie.
Rodzice zdecydowali wysłać go na dalszą naukę do Paryża, do Pierre’a Sancana który przygotowywał go do egzaminu do Konserwatorium Paryskiego. Jean-Marc Savelli zdał egzamin wstępny i rozpoczął naukę w klasie Monique de la Bruchollerie. Naukę kontynuował naukę u Yvonne Lefébure.

### Kariera
Po serii koncertów na całym świecie w najbardziej prestiżowych salach koncertowych, jak np. Salle Gaveau z repertuarem Ferenca Liszta, Fryderyka Chopina (Jean-Marc Savelli został uznany za jednego z 12 najlepszych żyjących pianistów wykonawców utworów Fryderyka Chopina), jak również utworów J.S. Bacha, L. van Beethovena i Claude’a Debussy’ego.
W pewnym momencie, z przyczyn rodzinnych, zawiesił karierę koncertową, nie zarzucając gry na fortepianie i studiów. Poświęcał się w tym okresie tematowi wpływu muzyki na słuchacza, a głównie na osoby cierpiące. Jego badania, z pomocą lekarzy, doprowadziły do opracowania „skali odczuwania” muzyki, nie tylko ze strony muzyków.
W roku 2012 wrócił do sal koncertowych z koncertem Beethovena-Liszta-Chopina.

## Dyskografia
- Pianiste: Chopin, Rachmaninov, Liszt, Schumann, 1989[15]
- Classical Recital, 2014[16]